# Veljko Milanković
Veljko Milanković (serbisch-kyrillisch Вељко Миланковић; genannt Kommandant Veljko,
Hajduk Veljko; * 5. Januar 1955 in Kremna, zu Prnjavor; † 14. Februar 1993 in Belgrad) war ein jugoslawischer Krimineller, Anführer der paramilitärischen serbischen Freischar Vukovi s Vučjaka (Вукови с Вучјака; Die Wölfe aus dem Vučjak-Gebirge) und mutmaßlicher Kriegsverbrecher in den Jugoslawienkriegen. 

## Leben
Milanković war vor den Kriegen ein Schmuggler und Händler bzw. Autoverleiher.
Zu Beginn des Kroatienkrieges rekrutierte er auf eigene Kosten eine serbische Freischar, die  er auch ausgerüstete. Diese kämpfte zunächst im Kroatien- und danach im Bosnienkrieg auf serbischer Seite gegen die Kroaten und die Bosniaken auf dem Gebiet der Republik Serbische Krajina in Kroatien und der Republika Srpska in Bosnien und Herzegowina.
So nahm die Einheit unter anderem an Kampfhandlungen in den Orten Derventa, Modriča und Okučani teil und war an der Militäroperation Korridor '92 beteiligt. Die Einheit wurde im Verlauf des Krieges formal in das 1. Krajina-Korps der Vojska Republike Srpske (VRS) eingegliedert, ohne das eine umfassende Kontrolle gewährleistet werden konnte.
Die serbische Propaganda belebte in Milanković die Legende vom wolfsähnlichen Menschen wieder, der in einer dramatischen Wandlung zum wildesten Kämpfer der Region stilisiert wurde. Hintergrund dessen war die Erzählung, dass im Vučjak-Gebirge (Wolfsgebirge), nachts wenn die Wölfe vor der Haustür heulen, besonders tapfere Krieger geboren werden.
Am 4. Februar 1993 wurde Milanković infolge von Kampfhandlungen schwer verletzt und starb zehn Tage später in einem Militärhospital in Belgrad.

## Auszeichnungen
Am 23. Juni 1993 wurde Milanković posthum der Orden des Miloš Obilić (Орден Милоша Обилића) verliehen, eine Tapferkeitsauszeichnung der Republika Srpska für Militärangehörige der VRS.
In Prnjavor ist eine Straße nach Milanković benannt.
2007 beschloss das Stadtparlament von Novi Sad, eine Straße nach Milanković zu benennen. Nichtregierungsorganisationen protestierten gegen diese Entscheidung, sodass auch der Minister für Staats- und Kommunalverwaltung Milan Marković dem Beschluss nicht zustimmte und die Benennung nicht zustande kam.